# Versailles (album)
Versailles è il quarto eponimo e ultimo album in studio del gruppo musicale power metal giapponese Versailles, pubblicato nel 2012.

## Tracce
1. Prelude – 1:35 (Kamijo)
2. Rose – 5:25 (Kamijo, Hizaki)
3. Rhapsody of the Darkness – 4:54 (Kamijo, Hizaki)
4. Edge of the World – 5:17 (Kamijo, Teru)
5. Illusion – 5:07 (Kamijo)
6. Ayakashi (妖) – 4:37 (Kamijo, Masashi)
7. Created Beauty – 10:05 (Hizaki)
8. Holy Grail -Amoroso- (strumentale) – 5:03 (Hizaki)
9. Brave – 4:33 (Kamijo, Teru)
10. Truth – 4:45 (Kamijo, Hizaki)
11. Sympathia – 6:14 (Kamijo, Hizaki)

## Formazione
- KAMIJO - voce
- HIZAKI - chitarra
- TERU - chitarra
- MASASHI - basso
- YUKI - batteria